# Franz Krones
Franz Krones (Ungarisch-Ostrau (Uherský Ostroh, Morvaország), 1835. november 19. – Graz, 1902. október 17.) osztrák történetíró, marchlandi lovag, a Magyar Tudományos Akadémia kültagja.

## Élete
Bécsben végezte tanulmányait és 1857-ben a kassai jogakadémiához került mint az osztrák történelem tanára, ahol 1862-ig működött. Ezekben az években nemcsak a kassai és felvidéki levéltárakban kutatott, hanem elsajátította a magyar nyelvet, aminek később irodalmi munkálkodásában is hasznát látta. 1862-ben Grazba nevezték ki a gimnáziumhoz, 1865-ben pedig az egyetemhez került mint az osztrák történelem rendes tanára. A Magyar Tudományos Akadémia 1892. május 5-én választotta kültagjának.

## Művei
- Umrisse des Geschichtslebens der deutsch-österreichischen Ländergruppe in seinen staatlichen Grundlagen vom X. bis XVI. Jahrhundert. Innsbruck, 1863
- Zur ältesten Geschichte von Kaschau. Wien, 1864
- Die österreichischen, böhmischen und ungarischen Länder 1437-1526. Wien, 1864
- Zur Geschichte Ungarns im Zeitalter Franz Rákóczy's II. Archiv für oesterr. Geschichte 42, 43. kötet. 1870 (Ismerteti Századok 1870, 574; 1871, 158.)
- Ungarn unter Maria Theresia u. Joseph. Graz, 1870
- Handbuch der Geschichte Oesterreich's I-V. Wien/Berlin, 1876-79. (E munka nyomán készült a tanárjelöltek számára a következő)
- Grundriss der österreichischen Geschichte mit besonderer Rücksicht auf Quellen- und Literaturkunde. Wien, 1882
- Geschichte der Karl-Franzens-Universität in Graz. Festgabe zur Feier ihres dreihundertjährigen Bestandes. Graz, 1886
- Österreichische Geschichte I-II. Leipzig, 1899-1900
- Die Freien von Saneck und die Cillier Chronik

### Magyarul
- A katholikus legényegyleti tag jogainak és kötelességeinek rövid megismertetése; Krönes Ferenc nyomán kiadja Schiffer Ferenc; Központi Egylet, Bp., 1895